# Северный кожанок
Северный кожанок (Eptesicus nilssonii) — вид кожанов, широко распространённый в северной половине Евразии; при этом довольно редок. Видовой эпитет дан в честь шведского зоолога Свена Нильссона (1787—1883), который первым обнаружил и систематизировал вид.

## Описание
Летучая мышь среднего размера. Масса 8—14 г. Длина тела 49—64 мм, длина хвоста 38—51 мм. Размах крыльев — 24—28 см, длина предплечья — 38—43 мм. Крыло сравнительно узкое, заостренное. Ухо  с более низким передним краем, далее полого округленное к вершине. Мех густой и высокий. Низ светлее верха; верх буроватый с золотистым налётом, образованным светлыми концами шерстинок. У кожанков, обитающих в Туве, спина серовато-жёлтая. Конец хвоста на 4—5 мм выступает из межбедренной перепонки.

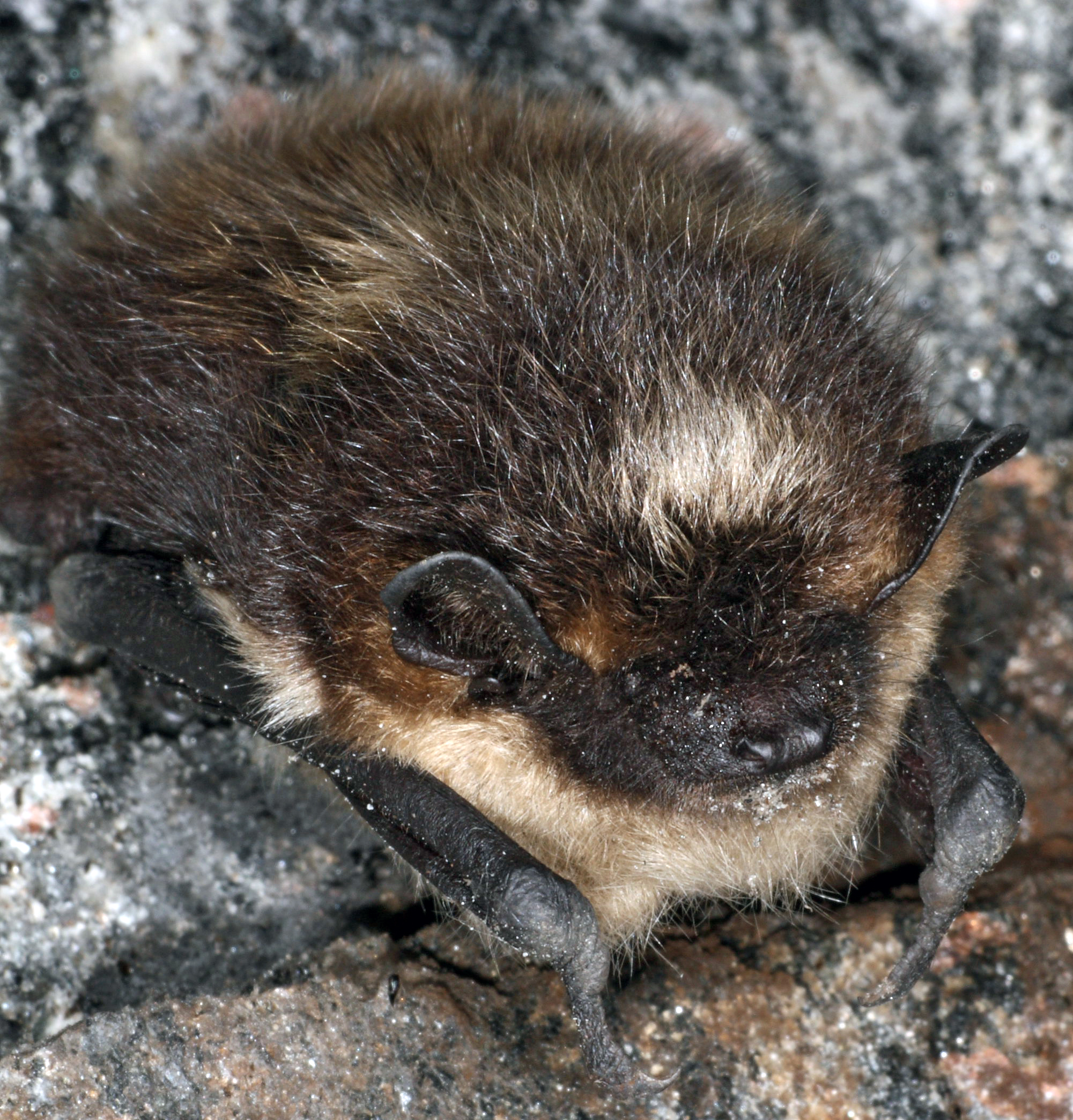
Зимние спальные

От других видов летучих мышей отличается металлически-золотистой окраской вершинок остевых волос  на темно-буром или коричневом основном фоне окраса верха тела (у линяющих зверьков золотистая «вуаль» может быть выражена слабо).
Сходные виды:
- От ночниц северные кожанки отличаются загнутым вперед козелком, который в середине шире, чем у основания.
- От нетопыря-карлика, нетопыря Натузиуса,  восточного и средиземноморского нетопыря отличаются более крупными размерами (длина предплечья не менее 38 мм), золотистым окрасом верха тела, отсутствием верхнего предкоренного зуба.
- От кожанка Бобринского — более крупными размерами (длина предплечья не менее 38 мм).
- От восточного и позднего кожанов — более мелкими размерами (длина предплечья не более 43 мм).
- От двухцветного кожана и кожана Огнева —  изогнутым передним краем ушной раковины, более крупным наружным верхним резцом, заходящим по высоте за половину внутреннего (этот признак действителен также для отличия от восточного и позднего кожанов), кроме того, от двуцветного кожана, -золотистым ,а не серебристым верхом меха.
- От кожановидного нетопыря - более крупными размерами (длина предплечья не менее 38мм), изогнутым передним краем ушной раковины.

Эхолокационные сигналы от 50 до 25 кГц, с максимальной амплитудой около 30 кГц.
Полёт быстрый, с частыми взмахами крыльев, резкими бросками и крутыми поворотами. День северные кожанки проводят в дуплах с узким входом, на чердаках, в трещинах скал. Самки образуют колонии до 30 особей, самцы селятся поодиночке. Охотятся часто вечером и даже днем, на разной высоте (поднимаются иногда до 20-30 м), обычно в разреженном лесу, на опушках и деревенских улицах, над водой. Остатки добычи часто накапливаются на местах постоянных кормежек. В июне-июле самки рожают обычно двух детёнышей. Живут северные кожанки до 15 лет.
Северный кожанок зимует (поодиночке или небольшими группами) в пещерах, штольнях и подвалах при температуре около 0 °C, частично улетает на юг — на Кавказ и в Приморье. В 1857 году И. Блазиус обратил внимание на перелеты северного кожанка, который, по его мнению, появлялся в северной части России лишь на несколько недель в конце лета и затем снова улетал на юг.

## Распространение
Распространён на всей северной половине Евразии от восточных границ Франции до Тихого океана, в Монголии и Западном Китае. Встречается в средней полосе и на севере европейской части России (до лесотундры включительно) и на Кавказе, в тайге Сибири, полупустынях Тувы, Сахалине и Камчатке.
На территории Бурятии обитает в горах Прибайкалья (хребты Байкальский, Баргузинский, Улан-Бургасы, Хамар-Дабан), в долинах Верхней Ангары, Баргузина, Селенги, Темника, Уды, Чикоя, а также на Джидинском хребте и на Малом Хамар-Дабане.

## Охрана вида
Численность вида невысокая и заметно снижающаяся. Нет достаточных данных о его состоянии в природе. На Среднем Урале считается редким видом. Лимитирующие факторы для вида: разрушение и нарушение мест дневных убежищ и зимовок. Северный кожанок внесён в Красные книги Башкортостана, Бурятии, Свердловской, Челябинской, Ульяновской и Смоленской областей.
Вид охраняется на территории природного парка «Оленьи Ручьи», в Висимском биосферном заповеднике и заповеднике «Денежкин Камень».